# دابورا
دابورا شهری در شهرستان سولنزو در استان بانوا در بورکینافاسوی غربی است و جمعیت آن ۷,۲۸۵ نفر است.